# Regina Baresi
Regina Elena Baresi (Milà, 26 de setembre de 1991) és una exfutbolista italiana que va jugar com a davantera.

## Biografia
Baresi és filla de Giuseppe Baresi, antic capità de l'Inter de Milà, i neboda de Franco Baresi, que va jugar a l'AC Milan.
Després de practicar diferents esports a la infància, als 12 anys, Baresi es va incorporar a l'equip juvenil de l'Inter Milano. El 2009, l'equip va ascendir al primer equip i aviat es va convertir en la capitana. L'any 2013 va guanyar el campionat de la Sèrie A2 amb els nerazzurri, obtenint l'ascens a la Sèrie A; l'any següent, però, no van poder evitar el descens immediat de l'equip. Durant els quatre anys següents, doncs, juga habitualment a la sèrie cadet amb l'equip milanés.
Durant la temporada 2018-19 es va convertir en la primera capitana de la secció femenina de recent formació de l'Inter de Milà, establerta després de la compra del títol esportiu a l'Inter Milano; el mateix any va participar en la victòria del campionat de la Sèrie B i la històrica promoció de l'equip nerazzurri a la Sèrie A.

## Vida personal
A més de la seua trajectòria esportiva, Baresi treballa com a comentarista de televisió, havent participat en emissions com La moviola è uguale per tutti a Mediaset Premium, i Quelli che il calcio i La Domenica Sportiva a Rai 2, i fou comentarista a Rai 1 per a la Copa del Món Femenina de la FIFA 2019.